# Amblyomma falsomarmoreum
Amblyomma falsomarmoreum är en fästingart som beskrevs av Tonelli-Rondelli 1935. Amblyomma falsomarmoreum ingår i släktet Amblyomma och familjen hårda fästingar.
Artens utbredningsområde är Etiopien. Inga underarter finns listade i Catalogue of Life.